# 木刻讲习所旧址
木刻讲习所旧址陈列馆是一個講述鲁迅與中国木刻版画运动的紀念館，位於中華人民共和國上海市虹口區长春路319号。二楼是居委会办公场所。1931年8月17日至22日，鲁迅在此举办暑期木刻讲习会。當時他邀请内山完造弟弟内山嘉吉主讲，并自任翻译。参加讲习会共有学员13人。場館於2021年9月25日對外開放。